# Танасейчук, Александр Васильевич
Алекса́ндр Васи́льевич Танасейчу́к (26 сентября 1923 — 2 марта 1996) — советский военнослужащий, участник Великой Отечественной войны, Герой Советского Союза, командир отделения 270-го гвардейского стрелкового полка, гвардии младший сержант.

## Биография
Родился 26 сентября 1923 года в селе Березовка, ныне Балтского района Одесской области Украины, в крестьянской семье. Украинец. Работал в колхозе.
В апреле 1944 года был призван в Красную Армию, с этого же времени на фронте. Воевал в составе 270-го гвардейского стрелкового полка 89-й гвардейской стрелковой дивизии на 3-м Украинском и 1-м Белорусском фронтах. Участвовал в боях за освобождение южной Украины, Молдовы. Особо отличился при штурме города Берлина.
25 апреля 1945 года в боях на улицах Берлина гвардии младший сержант Танасейчук первым с бойцами ворвался в дом, который противники превратили в укреплённый опорный пункт. Огнём из автомата и гранатами уничтожил 3 пулемёта и несколько солдат и офицеров противника. Пятеро немецких солдат сдались в плен. Своими действиями обеспечил выполнение полком боевой задачи по занятию очередного квартала.
Указом Президиума Верховного Совета СССР от 31 мая 1945 года за образцовое выполнение боевых заданий командования и проявленные при этом мужество и героизм гвардии младшему сержанту Танасейчуку Александру Васильевичу присвоено звание Героя Советского Союза с вручением ордена Ленина и медали «Золотая Звезда».
После войны сержант Танасейчук был демобилизован, вернулся на родину. Член КПСС с 1952 года. С 1964 года жил в селе Виноградное Григориопольского района Приднестровской Молдавской Республики. Работал заведующим хозяйством в совхозе имени Горького. Скончался 2 марта 1996 года. Похоронен на сельском кладбище села Виноградное.
Награждён орденами Ленина, Отечественной войны 1-й степени, медалями, в том числе «За отвагу» и «За боевые заслуги».
В селе Виноградное на доме, где жил Герой, установлена мемориальная доска.